# Енді Маківой
Енді Маківой (англ. Andy McEvoy, 15 липня 1938, Дублін — 7 травня 1994) — ірландський футболіст, що грав на позиції нападника, насамперед за «Блекберн Роверз», а також національну збірну Ірландії.

## Клубна кар'єра
У дорослому футболі дебютував 1955 року виступами за команду «Брей Вондерерз», в якій провів один сезон. 
1956 року 18-річний гравець перебрався до Англії, уклавши контракт з на той час друголіговим «Блекберн Роверз». Дебютував за головну команду клубу двома роками пізніше, в сезоні 1958/59, який «Блекберн» вже проводив у найвищому англійському дивізіоні. А гравцем основного складу уперше став ще за два роки, по ходу сезону сезоні 1960/61. В сезоні 1964/65 забив 29 голів у Першому дивізіоні Футбольної ліги, розділивши з Джиммі Грівзом звання найкращого бомбардира сезону.
Заглом відіграв за команду з Блекберна одинадцять сезонів своєї ігрової кар'єри, маючи середню результативність на рівні 0,49 голу за гру першості.
Завершив ігрову кар'єру на батьківщині, у клубі «Лімерик», за який виступав протягом 1967—1971 років. В останньому сезоні виступів на футбольному полі допоміг цій команді здобути Кубок Ірландії.

## Виступи за збірну
1961 року дебютував в офіційних матчах у складі національної збірної Ірландії. Протягом кар'єри у національній команді, яка тривала 7 років, провів у її формі 17 матчів, забивши 6 голів.
Помер 7 травня 1994 року на 56-му році життя.

## Титули і досягнення
- Володар Кубка Ірландії (1):

«Лімерик Юнайтед»: 1971
- Найкращий бомбардир Футбольної ліги Англії (1):

1964/65 (29 голів, разом з Джиммі Грівзом)